# Jobabo
Jobabo è un comune di Cuba, situato nella provincia di Las Tunas.